# الکساندر مارتین
الکساندر مارتین (به انگلیسی: Alexander Martin III jr.) سناتور سابق عضو حزب دموکرات-جمهوری‌خواه بود. وی در سال ۱۷۹۳ تا ۱۷۹۹ میلادی سناتور ایالت کارولینای شمالی در سنای ایالات متحده آمریکا بود.